# Keizersnede (rund)

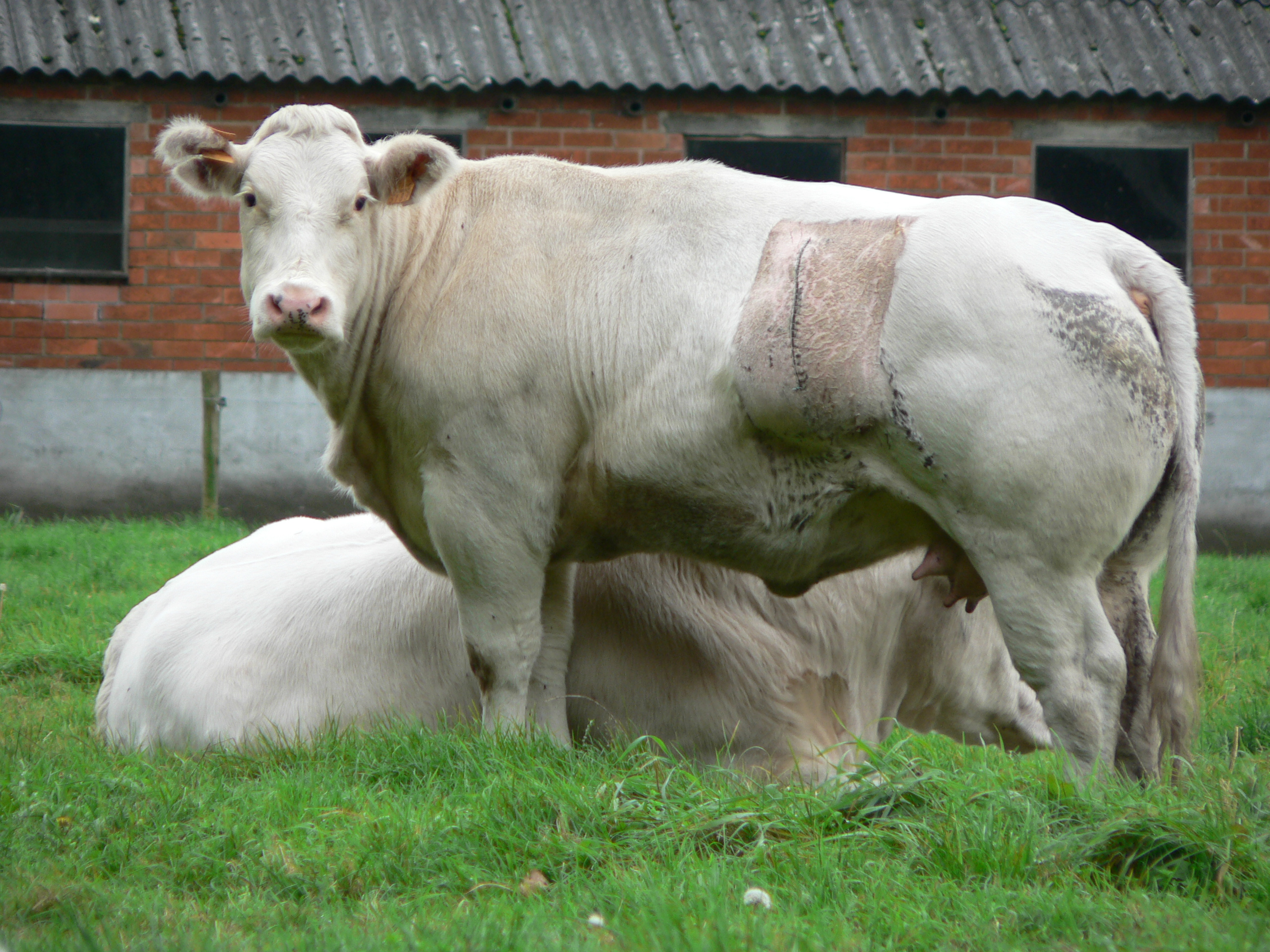
Belgisch Witblauwe koe met een litteken van een keizersnee op de linkerflank

Een keizersnede is een manier om een ongeboren, levende vrucht uit de baarmoeder te bevrijden wanneer dit op de natuurlijke manier niet lukt. Deze keizersnede is niet voorbehouden aan mensen, maar wordt ook bij andere dieren zoals koeien uitgevoerd bij moeders van zware kalveren (vnl. van het dikbilras (Belgisch Witblauw ras)). Vanaf de linkerkant is de baarmoeder van de koe het makkelijkst te bereiken. 
De operatie wordt bij voorkeur bij een staande koe uitgevoerd. (Want als de koe gaat liggen, kunnen de darmen door de operatiewond naar buiten komen, wat infectierisico en moeilijke terugplaatsing tot gevolg heeft.)
Na het scheren, reinigen, schrobben en ontsmetten (essentiële hygiëne is ook bij dieren belangrijk), wordt op verschillende plaatsen hoog tegen de rug van het rund een lokaal anestheticum geïnjecteerd. Na enkele minuten wordt vervolgens de huid, het onderhuids bind- en vetweefsel, buikspieren en buikvlies doorgesneden met een scalpel. Na opzijduwen van de pens kan de baarmoeder door een assistent van de dierenarts (of de boer) vastgenomen worden met een baarmoedertang, en vervolgens door de dierenarts ingesneden. Ook de vruchtvliezen moeten ingesneden worden.
Er wordt zo veel mogelijk vermeden dat vruchtwater in de buikholte terechtkomt. Het kalf wordt uit de baarmoeder gehaald, eventuele vruchtvliezen rond de neus en mond worden verwijderd en het kalf wordt geprikkeld met gras en zachte nepen in de neusgaten totdat het begint adem te halen.
Na controle van de andere baarmoederkant op een eventueel tweede kalf, en te sterke bloedingen (van bv. karunkels), wordt alles weer dichtgenaaid met traag resorberend chirurgisch draad. De vruchtvliezen worden in de baarmoeder gelaten, omdat die pas na een tijdje vlot loslaten en gewoon afkomen via de vagina.